# Johanna Talihärm
Johanna Talihärm, née le 27 juin 1993 à Talinn, est une biathlète estonienne.

## Biographie
Johanna Talihärm participe à sa première compétition internationale a l'âge de seize ans aux Championnats du monde jeunesse 2010.
Elle fait ses débuts en Coupe du monde en 2012 à Östersund. En 2014, elle est sélectionnée pour les Jeux olympiques de Sotchi. Elle marque ses premiers points en Coupe du monde en 2015 à Östersund, où elle est 31e de l'individuel.
Aux Jeux olympiques d'hiver de 2018, elle est 22e du sprint, 26e de la poursuite et 50e de l'individuel. Depuis 2018, elle est entraînée par Indrek Tobreluts.
Aux Championnats du monde 2019 à Östersund, elle enregistre son nouveau meilleur résultat dans l'élite avec une vingtième place sur le sprint.
Johanna Talihärm se rend aux États-Unis pour étudier à l'université d'État du Montana à Bozeman.
Son frère Johan est aussi biathlète.

## Palmarès

### Jeux olympiques d'hiver
| Épreuve / Édition                | Individuel | Sprint | Poursuite | Mass start | Relais | Relais mixte |
| Jeux olympiques 2014 Sotchi      | 73e        | 48e    | 55e       | -          | 16e    | -            |
| Jeux olympiques 2018 Pyeongchang | 50e        | 22e    | 26e       | -          | -      | -            |

Légende :
- - : Non disputée par Talihärm

### Championnats du monde
| Édition / Épreuve       | Individuel | Sprint | Poursuite | Mass start | Relais | Relais mixte | Relais mixte simple              |
| ----------------------- | ---------- | ------ | --------- | ---------- | ------ | ------------ | -------------------------------- |
| Nove Mesto 2013         | 99e        | 85e    | —         | —          | 20e    | —            | Épreuve inexistante à cette date |
| Kontiolahti 2015        | 70e        | 38e    | 43e       | —          | 15e    | —            | Épreuve inexistante à cette date |
| Hochfilzen 2017         | 57e        | 87e    | —         | —          | 19e    | 21e          | Épreuve inexistante à cette date |
| Östersund 2019          | 28e        | 20e    | 34e       | —          | 12e    | 14e          | —                                |
| Antholz-Anterselva 2020 | 53e        | 31e    | 51e       | —          | DSQ    | 15e          | —                                |
| Pokljuka 2021           | 30e        | 32e    | 33e       | —          | 17e    | 19e          | 10e                              |

Légende :
- — : Non disputée par Talihärm

### Coupe du monde
- Meilleur classement général : 60e en 2019.
- Meilleur résultat individuel : 20e.

#### Classements en Coupe du monde
| Année     | Classement général final | Sprint | Poursuite | Individuel | Mass start |
| 2014-2015 | 91e                      | 84e    | -         | -          | -          |
| 2015-2016 | 86e                      | 87e    | -         | 54e        | -          |
| 2017-2018 | 83e                      | -      | 68e       | -          | -          |
| 2018-2019 | 60e                      | 54e    | 65e       | 55e        | -          |
| 2019-2020 | 72e                      | 63e    | 74e       | -          | -          |